# NGC 4109
NGC 4109 (również PGC 38427) – galaktyka spiralna (Sa), znajdująca się w gwiazdozbiorze Psów Gończych. Odkrył ją 21 kwietnia 1851 roku Bindon Stoney – asystent Williama Parsonsa.